# Charles Lallemand (haut-fonctionnaire)
Pour les articles homonymes, voir Charles Lallemand.
Charles Lallemand (17 janvier 1868 à Baden-Baden, 30 avril 1940 à Nîmes) est un haut-fonctionnaire français.

## Décorations
- Commandeur de la Légion d'honneur (décret du 1er juillet 1918). Nommé chevalier en 1908 et promu officier en 1913, il est fait commandeur le 15 juillet 1918[2].
- Officier de l'Instruction publique
- Officier de l'ordre du Mérite agricole